# Issie
Issie er et japansk sø-uhyre (muligvis en slægtning til Loch Ness-uhyret), der efter sigende holder til i søen Lake Ikeda, på den japanske ø Kyushu Island. Issie skulle efter sigende være blevet fotograferet i 1978 og filmet i 1991. Der er ingen beviser for dyrets eksistens.

## Myten
Ifølge den japanske mytologi, så var Issie engang en hest. Hesten fødte et føl, men føllet blev kidnappet af en samurai, og hesten ledte forgæves efter sit føl, men fandt det aldrig.
Til sidst sprang hesten i søen Lake Ikeda, og forvandlede sig til et stort sø-uhyre.